# 36a Divisió Cuirassada (Israel)
La 36a Divisió Cuirassada "Gaash", (en hebreu: עוצבת געש) és la unitat més gran que està en servei en les Forces de Defensa d'Israel. La divisió està subordinada al Comandament Regional del Nord.

## Història
Aquesta unitat va ser creada en el setembre de 1954 i fins a 1958 va ser dirigida pel general Abraham Yoffe. En la seva creació, aquesta unitat va estar basada sense forces pròpies, sinó amb tropes que se li assignaven en funció de les missions que havia de complir la divisió. Va ser dirigida entre els anys 1958 fins a 1962 per Zvi Zamir, i des de 1962 a 1965 per Uzi Narkis. Entre els anys 1965 a 1969 per Elad Peled.
Durant la Guerra dels Sis Dies, la divisió va mantenir combats en el nord de Cisjordània, i li estaven subordinades la Brigada Blindada Barak (llavors denominada 45a Brigada Blindada), la 37a Brigada i la 1a Brigada d'Infanteria (Golani). Més tard, va estar en l'ocupació de la zona meridional dels Alts del Golán. Després de la guerra, la divisió va estar dirigida per Shmuel Gonen des de 1969 a 1972, després per Rafael Eitan des de 1972 a 1974.
Durant la Guerra de Yom Kippur, la divisió va lluitar en les batalles defensives en el Golan septentrional, i després va entrar profundament en territori sirià. Durant l'Operació Litani, la invasió israeliana del Líban de 1978, la divisió va lluitar en el front oriental. En la Guerra del Líban de 1982, va lluitar en el front central, avançant a través de la ruta costanera cap a les portes de Beirut.
A partir de 2006, la divisió es va situar en els estratègics Alts del Golán, i en la seva organització va incloure la 7a Brigada Blindada i la 188a Brigada Blindada "Barak"/"Llampec". A partir de juliol de 2013, és dirigida pel General de Brigada Itzik Turjeman, que va reemplaçar al General de Brigada Tamir Haiman.

## Unitats
- 7a Brigada Blindada "Saar em-Golan"/"Tempesta del Golan"
- 188a Brigada Blindada "Barak"/"Llampec"
- 1a Brigada d'Infanteria "Golani"
- Brigada Blindada "Merkavot ha-Esh"/"Carros de Foc" (en reserva)
- 609a Brigada d'Infanteria "Alexandroni" (en reserva)
- Brigada "Golan" (Territorial)
- 282a Regiment d'Artilleria "Golan"
  - 334a Batalló d'Artilleria "Ra’am"/"Tro" (MLRS)
  - 405a Batalló d'Artilleria "Namer"/"Tigre" (M109A5)
  - 411a Batalló d'Artilleria "Keren"/"Banya" (M109A5)

Estructura de la 36a Divisió Cuirassada

  - Companyia d'Ubicació d'Objectius
- Batalló de Comunicacions.